# Jean Kéhayan
Jean Kéhayan est un journaliste et écrivain français, né à Marseille en 1944.

## Biographie
Né à Marseille de parents arméniens rescapés du génocide en 1915,, il s'initie au communisme avec la rencontre d'un instituteur communiste et la lecture de Roger Garaudy, alors membre du parti. Il adhère au Parti communiste français en 1960.
Collaborateur au journal Le Provençal et à La Marseillaise, ainsi qu'aux revues littéraires de Julien Blaine, Les Carnets de l'Octéo ou à Doc(K)s, c'est au cours d'un premier voyage en URSS organisé par les Jeunesses communistes qu'il rencontre sa première femme, Nina, interprète et professeur de russe, fille de Juifs d'Europe de l'Est.
Après leur mariage, Nina et Jean Kéhayan se rendront avec leurs deux enfants en Union soviétique en 1972. Jean avait été en effet recruté comme styliste dans l’agence de presse Novosti à Moscou, par l’intermédiaire du comité central du PCF '.
Par choix personnel, le couple décidera de ne pas vivre dans les logements destinés aux touristes étrangers et de s'installer dans un appartement classique de Moscou, afin de vivre eux-mêmes la vie quotidienne de citoyens soviétiques.
Revenu désabusé deux ans après de ses idéaux prosoviétiques, choqué par la désinformation du PCF sur les conditions de vie en URSS, il décidera avec sa femme de publier un livre de témoignage, Rue du prolétaire rouge, où il s'affirme à la fois communiste et antisoviétique. Cet ouvrage, signalé à l'émission de Bernard Pivot Apostrophes, eut un grand retentissement médiatique ; Le Monde écrivit qu’il s’agissait d’« un des meilleurs témoignages sur la vie quotidienne à Moscou ». Il fit l'objet d'un scandale à l'intérieur du PCF, dénoncé en termes différents par L'Humanité et l'Agence Tass. Nina et Jean restèrent cependant au Parti communiste, l'un et l'autre participant en 1979 aux débats du XXIVe congrès. À Apostrophes, il avait en face de lui le dissident soviétique Vladimir Boukovski et deux des cinq auteurs de L'URSS et nous, Claude Frioux et Alexandre Adler ; ce collectif avait été salué par le bureau politique du PCF. À Apostrophe, C. Frioux et A. Adler affirmaient deux principes : la réhabilitation du militant bolchevique Nikolaï Boukharine exécuté en 1936 et l'engagement à la fermeté sur la question des libertés dans leurs rapports avec leurs camarades du PCUS (tout en se montrant assez critiques vis-à-vis du livre des Kehayan). De ce fait l'ouvrage fit débat au sein du PCF.
Celui-ci s'était engagé par la voix de Georges Marchais quelques années plus tôt à renoncer aux exclusions pour cause politique. Mais sa femme quitta le PCF en janvier 1980 après son soutien affiché à l'intervention soviétique en Afghanistan. Jean Kéhayan y resta encore quelque temps mais, en contravention avec l'engagement de Georges Marchais, fut exclu vers la fin de 1980, peu après la parution du Tabouret de Piotr (1980) dans lequel il écrira par ironie : « L'Humanité coûte plus cher que la Pravda, à cause des frais de traduction ». Il menait également campagne par pétition contre la candidature de Georges Marchais aux élections présidentielles de 1981.
Ayant rompu avec le PCF, il continuera toutefois son engagement à gauche. En 1993, il sera le suppléant de Christian Poitevin (alias Julien Blaine) à Gardanne lors des législatives de 1993, qui menait une liste anti-Bernard Tapie. Il a soutenu Ségolène Royal lors de l'élection présidentielle de 2007, et se dit par ailleurs favorable à l'adhésion de la Turquie à l'Union européenne.
Il est l'auteur de plusieurs ouvrages sur l'Arménie, où il est retourné plusieurs fois à partir des années 1960, et fut notamment proche de l'écrivain Hrant Dink.
Il a été élu président du Club de la Presse Marseille-Provence en 2004.

## Ouvrages
- Rue du prolétaire rouge (avec Nina Kehayan), Éditions du Seuil, 1978

rééditions: Seuil, 1980 ; Éditions de L'Aube, 2007 (avec une préface de Jacques Amalric)
- Le Tabouret de Piotr, Éditions du Seuil, 1980
- Nastia, Éditions Actes Sud, 1984
- Le Chantier de la place rouge (avec Nina Kehayan), Éditions du Seuil, 1990
- Mes papiers d'Arménie, Éditions de L'Aube, 1992
- La Complainte du dernier kolhoze(avec Nina Kehayan), Éditions du Seuil, 1994
- Tintin au pays de la politique, Éditions Nepe et Via Valeriano, 1994
- Mes Papiers d'Arménie, Éditions de l'Aube, 1995
- Marseille, portrait de ville (photographies de Stéphane Couturier) Éditions Hazan, 1995
- La Tunisie pays en cages (photographies de Serge Assier), Éditions Samizdat, 1998
- L'Apatrie, Éditions Parenthèses, 2000
- Mes Papiers d'Anatolie, Éditions de l'Aube, 2006

## Décorations
- Chevalier de la Légion d'honneur Il est fait chevalier le 25 mars 2016[16]
- Officier de l'ordre des Arts et des Lettres Il est promu au grade d’officier le 16 janvier 2014[17].